# 杨汝云
杨汝云（1933年—2020年9月1日），男，上海崇明人，中国政治人物，上海市人大常委会原委员。

## 生平
1984年12月至1988年6月，任中共宝山县委副书记。1988年1月，任宝山县代理县长。1985年3月，在宝山县第八届人民代表大会第二次会议当选县长。同年6月，上海市宝山县、宝山区撤二建一后，任宝山区常务副区长，主持工作。1988年12月至1991年10月，任中共青浦县委书记。1991年10月至1993年，任上海市农业委员会副主任兼上海市畜牧局党委书记、局长。1988年4月至1993年2月，上海市第九届人民代表大会代表。1993年2月至1998年2月，任上海市第十届人大常委会委员、财政经济委员会副主任。1998年退休。
1991年夏，华东地区发生严重水灾。杨汝云参与并领导了青浦县抗洪的全过程，他在抗洪抢险的日子里几乎没有睡过一个安稳觉，脚上穿的高统套鞋几乎没有脱下过。7月4日，国家防汛抗旱总指挥部决定炸开红旗塘的堵坝，打通暴涨的太湖水通过红旗塘至黄浦江的泄洪通道。7月5日上午9时，时任青浦县委书记杨汝云一声令下，红旗塘坝上四包炸药发出四声巨响，炸开了堵了33年的坝。7月9日，时任中共中央总书记江泽民前来青浦视察时，关切地问杨汝云怎么头发白了许多，还风趣地对58岁的杨汝云说：“我还比你大8岁呢。”
2020年9月1日4时43分，在上海市第六人民医院逝世，享年87岁。